# آردانا
آردانا (به لاتین: Ardana) یک منطقهٔ مسکونی در قبرس شمالی است که در ناحیه اسکله واقع شده‌است. آردانا ۳۳۰ نفر جمعیت دارد.